# Christian Brink
Christian Brink (Stord, 17 marzo 1983) è un calciatore norvegese, difensore dello Stord.

## Carriera

### Club
Brink iniziò la carriera con la maglia del Stord/Moster, squadra della sua città natale. Passò poi al Sogndal, per cui esordì nella Adeccoligaen in data 9 aprile 2006, subentrando a Henrik Furebotn nella sconfitta per tre a uno sul campo del Pors Grenland. Nello stesso anno, passò al Lyn Oslo, squadra militante nella Tippeligaen. Debuttò nella massima divisione norvegese il 27 agosto, giocando da titolare nel successo per due a zero sul Sandefjord. L'8 ottobre 2007 siglò il primo gol con questa maglia, nella sconfitta per tre a uno in casa del Brann.
Nel 2009, firmò per il GIF Sundsvall. Giocò il primo incontro nella Superettan contro il Landskrona BoIS, perso per uno a zero. Il 31 luglio 2012, passò ufficialmente al Sarpsborg 08. Il 2 giugno 2014, rescisse ufficialmente il contratto con il club per passare allo Stord.